# Kosmoshaus

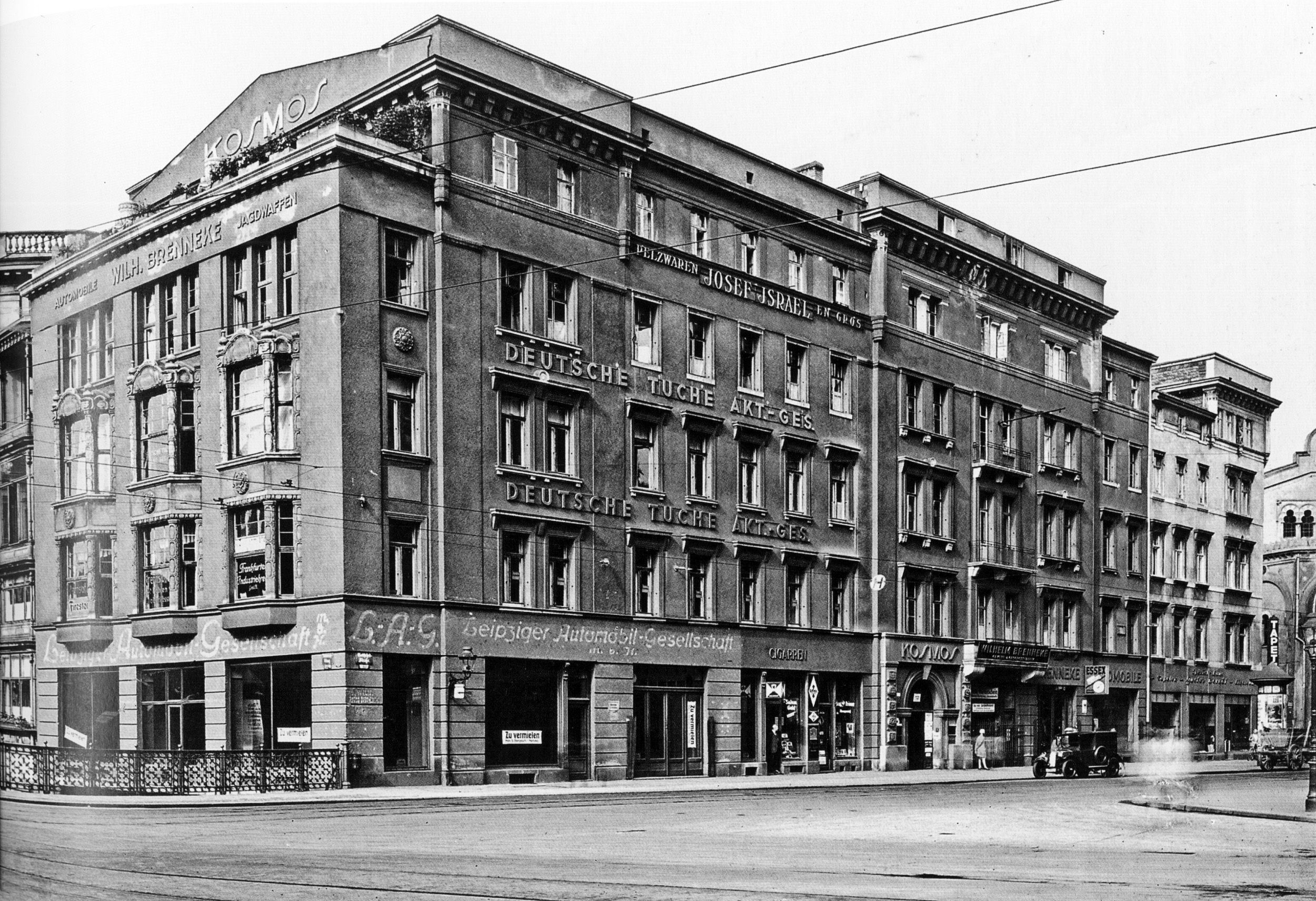
Das Kosmoshaus um 1925.
Das rechte Eckhaus gehört zur Zentralstraße, am rechten Bildrand erscheint die Synagoge

Das Kosmoshaus war ein Wohn- und Geschäftshaus in der Inneren Westvorstadt von Leipzig. Nach einem Umbau mit Erweiterung wird es gegenwärtig unter dem Namen Innside als Hotel genutzt. Die Straßenfassaden stehen unter Denkmalschutz.

## Lage und Gestalt
Das Kosmoshaus steht am südöstlichen Ende der Gottschedstraße und hat die Hausnummer 1 (bis 1933 Nr. 30/32). Sein Giebel weist zum Dittrichring (bis 1917 Thomasring) und ist von diesem durch den Pleißemühlgraben getrennt, der 1898/1899 ab hier überwölbt wurde. Nach Süden benachbart war das Palais Schlobach.
Das im Stil des Historismus errichtete Kosmoshaus war fünfgeschossig und hatte 16 Fensterachsen zur Gottschedstraße. Das Flachdach ruhte auf einem kräftigen Kranzgesims. Zum Dittrichring hin war ein viergeschossiger Anbau vorgelagert, der drei zweigeschossige polygonale Erker mit reicher Ornamentik aufwies. Auf der Brüstung des Anbaus standen zwei große Sandsteinvasen, und an dem flachen Dreiecksgiebel des Haupthauses war der Schriftzug „Kosmos“ zu lesen.

## Geschichte
Als Erbauungszeit des Kosmoshauses ist die zweite Hälfte des 19. Jahrhunderts anzusetzen; genauere Jahreszahlen in der Literatur widersprechen sich. Die früheren beiden Hausnummern deuten auf die Zusammenfassung von zwei Grundstücken hin. Mieter waren sowohl Privatpersonen als auch Gewerbebetriebe.
Bis 1920 waren Privatpersonen die Hauseigentümer. Von 1921 bis 1923 gehörte das Haus der Alt Leipziger Bau- und Immobiliengesellschaft und war bereits als Messhaus Kosmos in den Adressbüchern verzeichnet. 1924 erwarb es die Messhaus Kosmos GmbH, die für die Messepräsentation von Tabakwaren stand. In dieser Zeit entstand der Anbau zum Dittrichring und darüber die Aufschrift „Kosmos“. Da sich die Anzahl der Mieter in dieser Zeit kaum veränderte, dürfte die Messetätigkeit vor allem im neuen Anbau stattgefunden haben. Ab 1931 wurde der Giroverband Sächsischer Gemeinden Eigentümer des Hauses, und der Name Messhaus Kosmos verschwand aus den Adressbüchern. Der Name Kosmoshaus oder auch Kosmos-Messehaus hatte sich bei den Leipzigern aber eingebürgert, stand doch immer noch „Kosmos“ am Giebel.

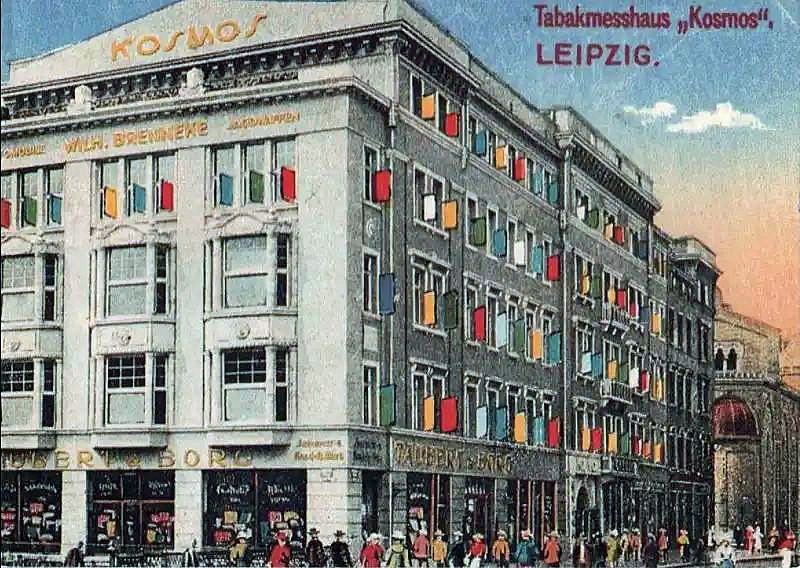
Als Tabakmesshaus um 1925
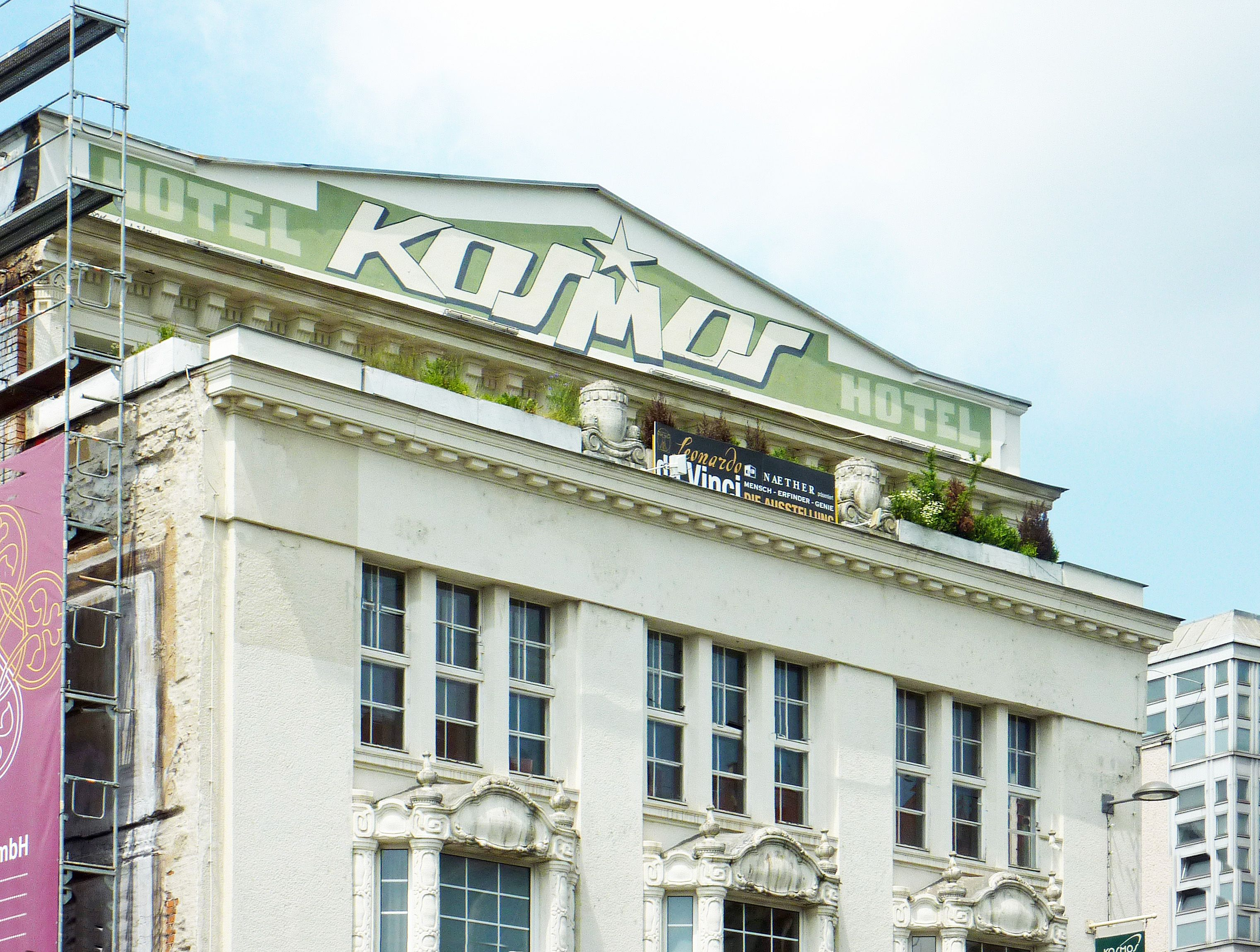
Als Hotel Kosmos (2013)
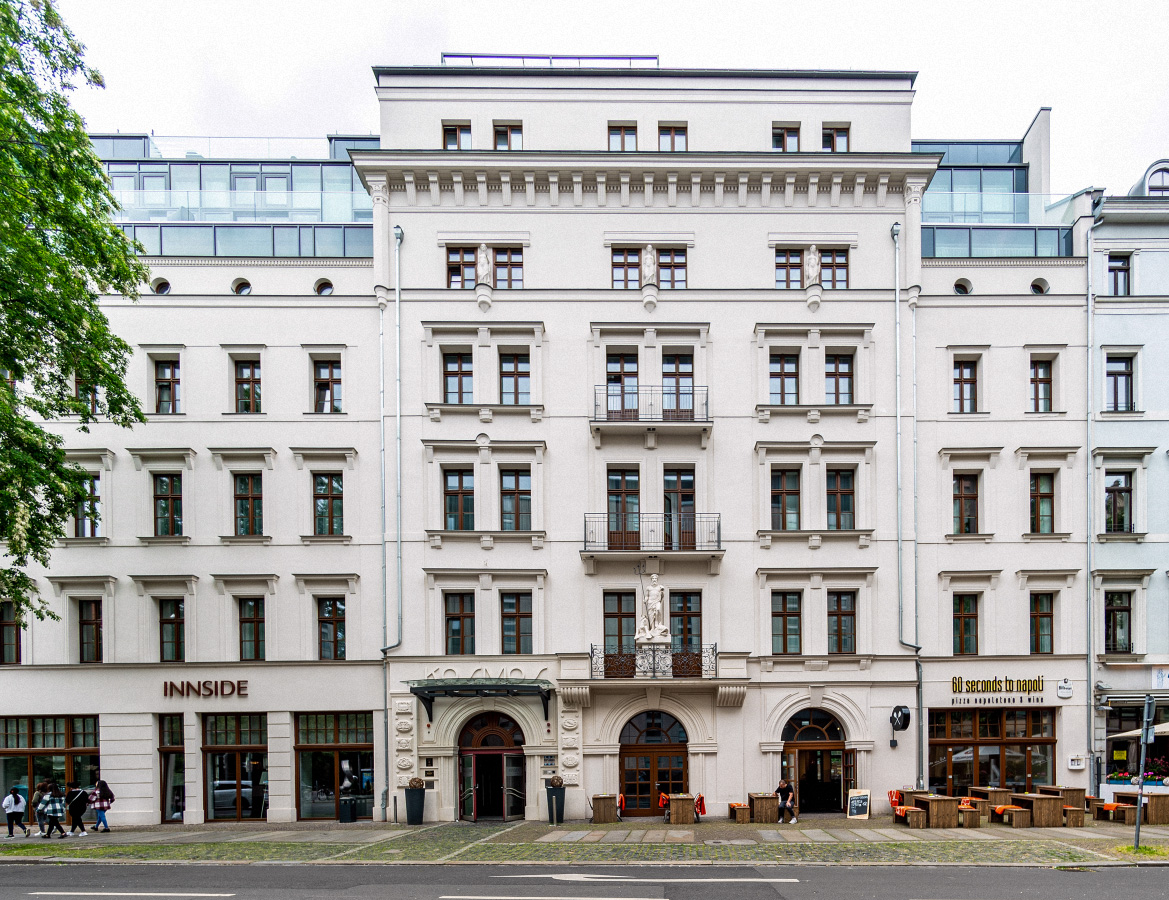
Nunmehr Hotel Innside (2020)

Im Zweiten Weltkrieg erlitt das Kosmoshaus keine Schäden. 1944 wurde hier ein Ausweichquartier des zerstörten Hauptpostamtes eingerichtet.
Nach 1990 entstand nach Umbauten das Hotel Kosmos. Von 2014 bis 2016 wurde dieses mit dem wiederaufgebauten benachbarten Palais Schlobach zum Hotel Innside vereint und durch gläserne, zur gastronomischen Nutzung dienende Dachaufbauten ergänzt. Der Name Kosmos steht nun nur noch aus Denkmalschutzgründen über dem Eingang in der Gottschedstraße.